# Марк Фабій Амбуст (військовий трибун з консульською владою 381 року до н. е.)
Марк Фа́бій Амбу́ст (лат. Marcus Fabius Ambustus; IV століття до н. е.) — державний і військовий діяч Римської республіки, сенатор, військовий трибун з консульською владою (консулярний трибун) 381 та 369 рік до н. е.

## Біографічні відомості
Належав до патриціанського роду Фабіїв. Був сином Цезона Фабія Амбуста, військового трибуна з консульською владою 404, 401, 395 та 390 років до н. е.
У 381 році Марка Фабія було вибрано військовим трибуном з консульською владою, але чомусь його відтерли на другий план під час єдиної на той момент війни з вольсками, доручивши проведення військових дій Марку Фурію Каміллу.
Надалі Марк Фабій засідав у сенаті, створив ряд законів, які були направлені на зрівняння в правах патриціїв та плебеїв, в тому числі на полегшення зайняття плебеями консульських посад, адже його молодша дочка одружилась з плебеєм, через що мала певні проблеми на відміну від старшої дочки, яка була в шлюбі з патрицієм і користувалася усіма благами цього.
Але просунути їх Марк Фабій зміг лише у 369 році до н. е. під час свого другого трибунату. Хоча того року йшла війна, але він не взяв у ній участь, а залишився в Римі аби переконати сенаторів проголосувати його закони, що йому врешті-решт вдалося.
У 363 році до н. е він став цензором разом із Луцієм Фурієм Медулліном. Подальша доля Марка Фабія невідома.

## Родина
Син:
- Квінт Фабій Амбуст, диктатор 321 року до н. е.

Дочки:
- Фабія Амбуста Старша, дружина римського патриція Сервія Сульпіція Претекстата.
- Фабія Амбуста Молодша, дружина римського плебея Гая Ліцинія Кальва Столона, консула і народного трибуна.